# Comes Vok
Comes Vok († 968) měl být podle Kosmovy kroniky jakýsi český předák. Zaznamenává jej jen Kosmova kronika v jedné jediné větě k roku 968, kde Kosmas uvádí: „Obiit Vok comes.“, tedy „Zemřel předák Vok.“ Často se uvažuje o tom, že by mohl být otcem Slavníka, což je zase otec sv. Vojtěcha (a jeho bratrů Soběslava, Spytimíra, Pobraslava, Pořeje, Čáslava a nemanželského Radima). 
Po Slavníkovi byl Františkem Palackým pojmenován rod Slavníkovců, jejich původ je však nejasný. Dlouho se obecně věřilo (a věří vlastně v laické veřejnosti dodnes), že to byl rod, který ovládal vlastní rozsáhlé území v Čechách a svou mocí se mohl měřit se samotnými Přemyslovci až do 28. září 995, kdy byli vyvražděni. Ve skutečnosti to asi byli jen příbuzní Přemyslovců, kteří spadali pod jejich vládu, přičemž Slavník, popřípadě Vok, byl zřejmě Boleslavem I. pověřen správou přemyslovského území ve východních Čechách – na Libici. Český historik Dušan Třeštík naznačil ve své knize Počátky Přemyslovců, že Bořivoj I. by mohl být Vokovým strýcem. Jeho otcem mohl podle něj být kníže Strojmír, který byl po Bořivojově útěku na Moravu dosazen místo něj na knížecí stolec. Později ho ale Bořivoj a moravský kníže Svatopluk I. vyhnali. Strojmír mohl tedy být Bořivojovým bratrem a jeho potomci by měli být Slavníkovci.